# Constance Rwabiryagye
Constance Rwabiryagye est une athlète ougandaise.

## Carrière
Constance Rwabiryagye est médaillée d'or du lancer du javelot aux Jeux africains de 1973 à Lagos, battant le record des Jeux avec un lancer à 47,50 m. Quatre ans plus tard, elle termine troisième du concours de lancer du javelot aux Jeux africains de 1978 à Alger.
Elle remporte ensuite une médaille de bronze aux Championnats d'Afrique d'athlétisme 1979 à Dakar.
Au niveau national, elle est championne d'Ouganda du lancer du javelot en 1981, 1982 et 1984.